# Павловци (Нова Капела)
Павловци (хрв. Pavlovci) су насељено место у саставу општине Нова Капела, Бродско-посавска жупанија, Хрватска.

## Историја
До територијалне реорганизације у Хрватској били су у саставу старе општине Нова Градишка.

## Становништво
У попису становништва из 2011. године, Павловци су имали 40 становника.
| Број становника према пописима | Број становника према пописима | Број становника према пописима | Број становника према пописима | Број становника према пописима | Број становника према пописима | Број становника према пописима | Број становника према пописима | Број становника према пописима | Број становника према пописима | Број становника према пописима | Број становника према пописима | Број становника према пописима | Број становника према пописима | Број становника према пописима | Број становника према пописима |
| ------------------------------ | ------------------------------ | ------------------------------ | ------------------------------ | ------------------------------ | ------------------------------ | ------------------------------ | ------------------------------ | ------------------------------ | ------------------------------ | ------------------------------ | ------------------------------ | ------------------------------ | ------------------------------ | ------------------------------ | ------------------------------ |
| 1857                           | 1869                           | 1880                           | 1890                           | 1900                           | 1910                           | 1921                           | 1931                           | 1948                           | 1953                           | 1961                           | 1971                           | 1981                           | 1991                           | 2001                           | 2011                           |
| 205                            | 0                              | 0                              | 0                              | 0                              | 0                              | 0                              | 0                              | 264                            | 261                            | 231                            | 152                            | 124                            | 82                             | 69                             | 40                             |

Напомена: Од 1869. до 1931. подаци су садржани у насељу Горњи Липовац.